# Shermans marsch mot havet

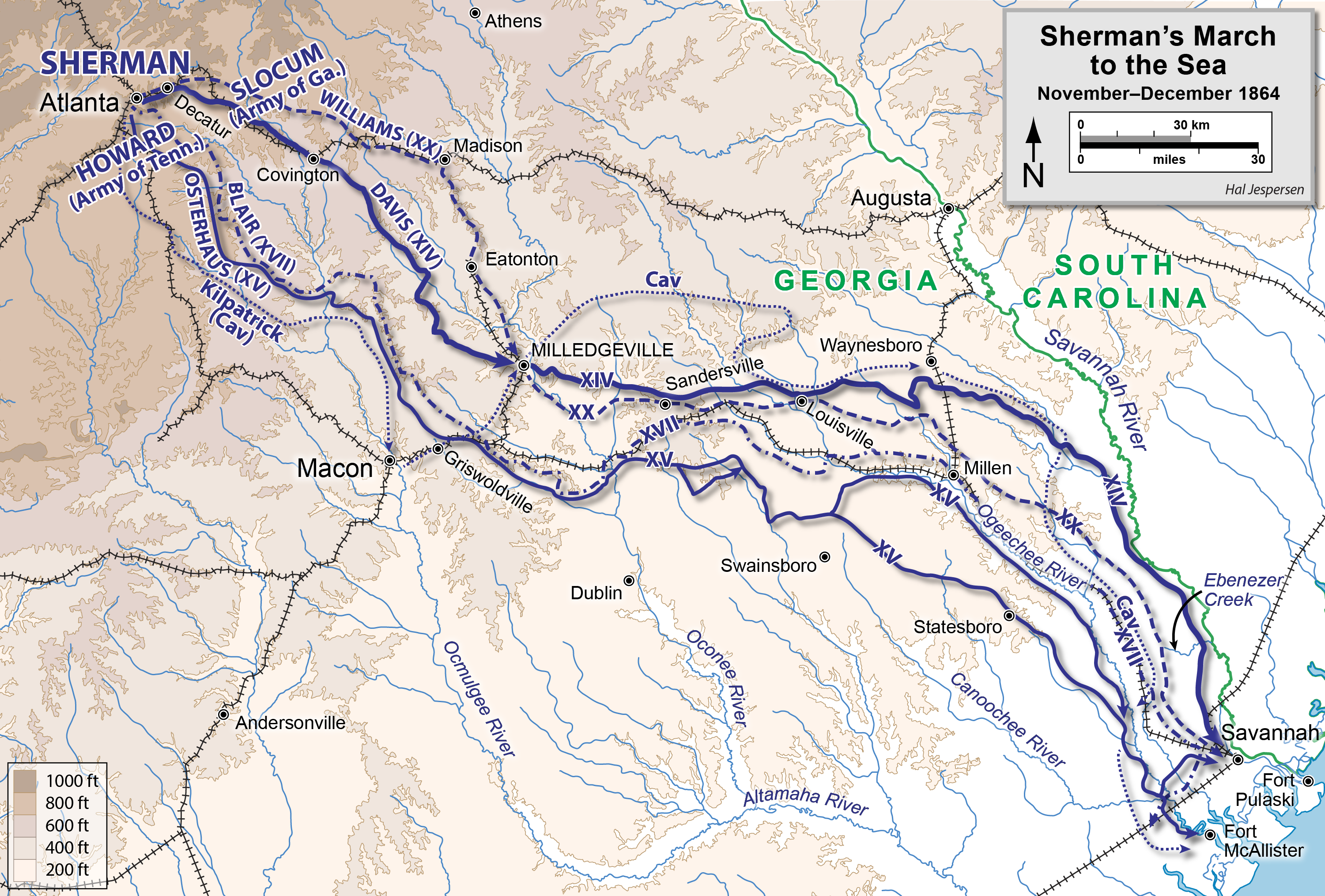
Karta över Shermans marsch mot havet.

Shermans marsch mot havet var ett fälttåg under det amerikanska inbördeskriget, 15 november till 22 december år 1864. 

## Strategisk räd
Nordstatsgeneralen William Tecumseh Sherman inledde en marsch från Atlanta i Georgia till Savannah vid Atlantkusten och använde på vägen brända jordens taktik. Han förstörde infrastruktur som vägar och järnvägar, dödade boskap och brände hus för att fienden inte skulle kunna få förstärkning eller mat. Genom marschen förintades stora delar av sydstaternas fysiska och psykologiska förmåga att föra krig. Moralen i sydstatsarmén förstördes och massdeserteringar följde.

## Truppstyrkor

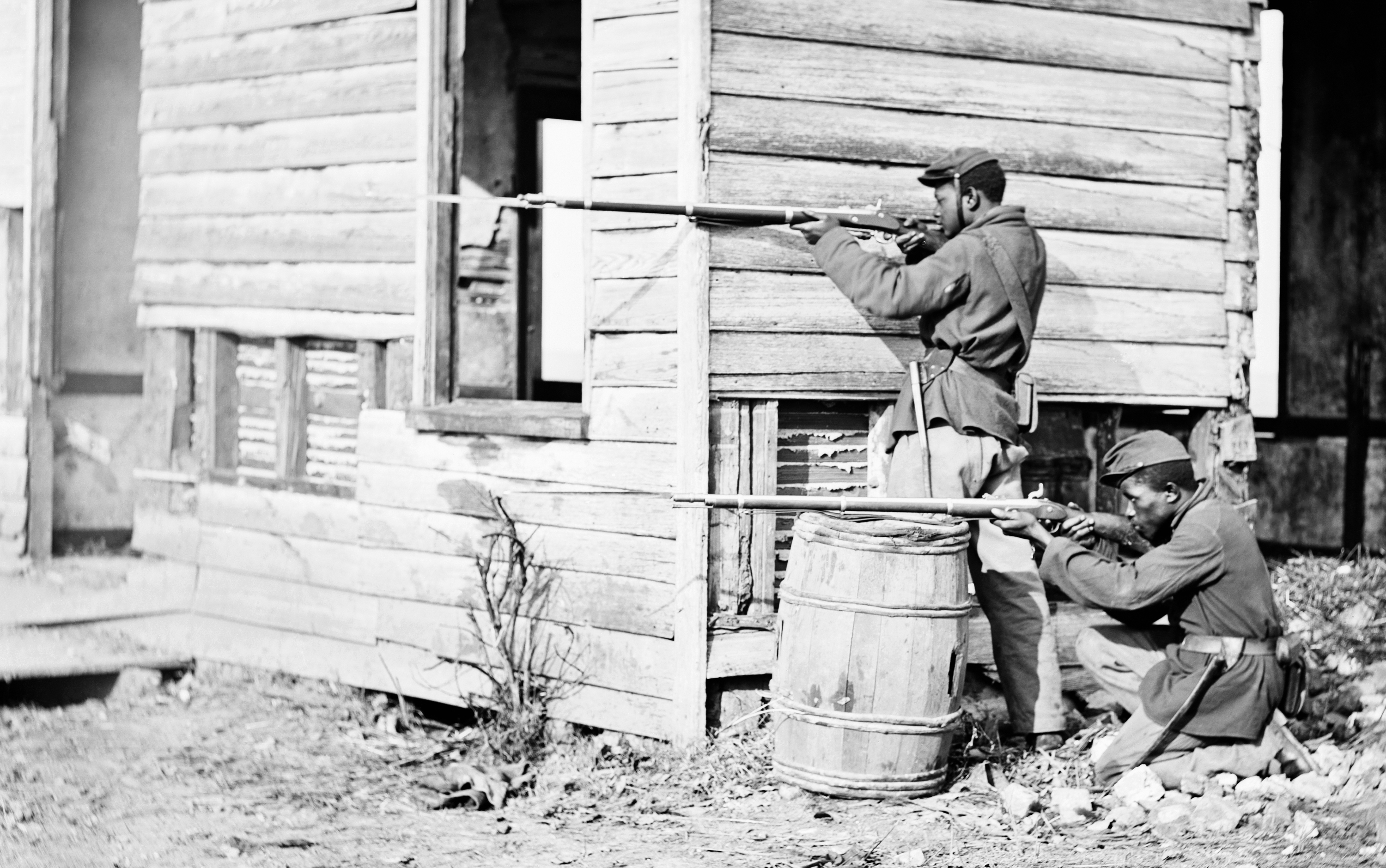
Afroamerikanska trupper deltog i Shermans marsch.

Shermans trupper bestod av 55 000 infanterister, 5 000 kavallerister och 2 000 artillerister med 64 artilleripjäser. Hans motståndare förfogade över 13 000 infanterister, 3 000 över- och underåriga hemvärnsmän och delar av en kavallerikår om 10 000 man. Genom att utnyttja sin numerära överlägsenhet kunde Sherman i görligaste mån undvika större slag utan utmanövrerade fienden genom omfattningar vilket tvingade denne att dra sig tillbaka. Efter att ha upprättat kontakt med John A. Dahlgrens eskader inledde Sherman en belägring av Savannah, men fienden evakuerade staden och retirerade till South Carolina.

## Förstörelse

Järnvägsförstörelse under Shermans marsch.

Enligt Shermans egen uppskattning förstörde hans trupper egendom värt 100 miljoner dollar. 480 km järnväg förstördes liksom otaliga broar och telegraflinjer, bomullsrenserier och spinnerier. Unionsarmén konfiskerade 5 000 hästar, 4 000 mulor och 13 000 nötkreatur. Den tog också 5 000 ton majs och lika mycket foder. Minst 10 000 slavar befriades från sina bojor.